# Miki Yamane
Miki Yamane (山根 視来?, Yamane Miki; Yokohama, 22 dicembre 1993) è un calciatore giapponese, difensore dei LA Galaxy.

## Caratteristiche tecniche
Giocatore di piede destro, dotato di un buon tocco di palla, fisicamente resistente, tanto da poter sostenere lo scontro fisico, sebbene giochi prevalentemente nei ruoli di terzino destro e difensore centrale, dove si rivela bravo nel saper interferire nelle azioni offensive avversarie e nel rubare palla. Talvolta anche come attaccante ha mostrato un buon talento, riuscendo palla al piede a prevalere contro l'avversario nell'uno-contro-uno; inoltre, ha un buon senso dell'assist ed è capace di segnare prevalentemente calciando dalla corta distanza.

## Carriera

### Club

#### Shonan Bellmare
Fa il suo esordio come calciatore professionista il 29 aprile 2016 nella Coppa del Giappone nel pareggio contro il Júbilo Iwata. La squadra vincerà, nel 2017, la J2 League, la seconda divisione del calcio giapponese, dove Yamane ha giocato come titolare, e nella vittoria contro lo Yokohama FC fornirà al suo compagno di squadra Takanobu Komiyama l'assist vincente con cui segnerà la rete del 1-0. Ottenuta la promozione in prima divisione, la J1 League, segnerà la sua prima rete vincendo contro il Kashima Antlers con il gol del 2-1, inoltre per merito di un suo assist Takuya Okamoto segnerà il gol del 1-0 battendo il Sagan Tosu. Vincerà l'edizione 2018 della Coppa del Giappone, nella vittoria contro il Cerezo Osaka, Daiki Kaneko per merito dell'assist di Yamane, segnerà la rete del 3-0, inoltre Yamane giocherà come titolare per tutta la partita nella finale vinta per 1-0 contro lo Yokohama F·Marinos. Il 17 maggio 2019 segnerà il suo ultimo gol per la squadra con la rete del 3-2 battendo l'Urawa Red Diamonds.

#### Kawasaki Frontale
A partire dal 2020 giocherà per il Kawasaki Frontale vincendo l'edizione 2020 della J1 League, con un suo assit Kaoru Mitoma segna la rete del 3-1 battendo il Cerezo Osaka, inoltre Yamane segnerà quattro gol nelle varie partite: vincendo quella per 3-2 contro il Vegalta Sendai, contro lo Shonan Bellmare per 3-1, contro l'Urawa Red Diamonds per 3-0 e pareggiando per 2-2 contro lo Shimizu S-Pulse. Vince pure l'edizione 2021 segnando due gol, il primo sconfiggendo per 3-1 l'Avispa Fukuoka e il secondo vincendo per 3-2 contro il Nagoya Grampus. L'ultima rete per la squadra la segna nell'AFC Champions League contro lo Johor DT con la rete del definitivo 5-0.

#### LA Galaxy
A partire dal 2024 si trasferisce negli Stati Uniti giocando per i LA Galaxy.

### Nazionale
Fa il suo esordio con la Nazionale del Giappone il 25 marzo 2021, riuscendo anche a segnare una rete aprendo le marcature nella vittoria per 3-0 contro la Corea del Sud. La sua seconda rete invece la mette a segno nell'amichevole vinta nel 2022 contro il Ghana per 4-1.

## Statistiche

### Presenze e reti nei club
Statistiche aggiornate al 12 dicembre 2023.
| Stagione                           | Club                               | Campionato                         | Campionato | Campionato | Coppe nazionali | Coppe nazionali | Coppe nazionali | Coppe continentali | Coppe continentali | Coppe continentali | Altre coppe | Altre coppe | Altre coppe | Totale | Totale |
| Stagione                           | Club                               | Comp                               | Pres       | Reti       | Comp            | Pres            | Reti            | Comp               | Pres               | Reti               | Comp        | Pres        | Reti        | Pres   | Reti   |
| ---------------------------------- | ---------------------------------- | ---------------------------------- | ---------- | ---------- | --------------- | --------------- | --------------- | ------------------ | ------------------ | ------------------ | ----------- | ----------- | ----------- | ------ | ------ |
| 2013                               | Tōin University of Yokohama        | -                                  | -          | -          | CG              | 1               | 0               | -                  | -                  | -                  | -           | -           | -           | 1      | 0      |
| 2015                               | Tōin University of Yokohama        | -                                  | -          | -          | CG              | 2               | 1               | -                  | -                  | -                  | -           | -           | -           | 2      | 1      |
| Totale Tōin University of Yokohama | Totale Tōin University of Yokohama | Totale Tōin University of Yokohama | -          | -          |                 | 3               | 1               |                    | -                  | -                  |             | -           | -           | 3      | 1      |
| 2016                               | Shonan Bellmare                    | J1                                 | 0          | 0          | CG+CdL          | 2+2             | 0               | -                  | -                  | -                  | -           | -           | -           | 4      | 0      |
| 2017                               | Shonan Bellmare                    | J2                                 | 37         | 0          | CG              | 2               | 0               | -                  | -                  | -                  | -           | -           | -           | 39     | 0      |
| 2018                               | Shonan Bellmare                    | J1                                 | 32         | 1          | CG+CdL          | 0+8             | 0               | -                  | -                  | -                  | -           | -           | -           | 40     | 1      |
| 2019                               | Shonan Bellmare                    | J1                                 | 31+1       | 2+0        | CG+CdL          | 0+3             | 0               | -                  | -                  | -                  | -           | -           | -           | 35     | 2      |
| Totale Shonan Bellmare             | Totale Shonan Bellmare             | Totale Shonan Bellmare             | 101        | 3          |                 | 17              | 0               |                    | -                  | -                  |             | -           | -           | 118    | 3      |
| 2020                               | Kawasaki Frontale                  | J1                                 | 31         | 4          | CG+CdL          | 2+5             | 0               | -                  | -                  | -                  | -           | -           | -           | 38     | 4      |
| 2021                               | Kawasaki Frontale                  | J1                                 | 37         | 2          | CG+CdL          | 4+0             | 0               | ACL                | 6                  | 0                  | SG          | 1           | 0           | 48     | 2      |
| 2022                               | Kawasaki Frontale                  | J1                                 | 32         | 3          | CG+CdL          | 0+1             | 0               | ACL                | 4                  | 0                  | SG          | 1           | 0           | 38     | 3      |
| 2023                               | Kawasaki Frontale                  | J1                                 | 33         | 2          | CG+CdL          | 4+5             | 0               | ACL                | 6                  | 1                  | -           | -           | -           | 48     | 3      |
| Totale Kawasaki Frontale           | Totale Kawasaki Frontale           | Totale Kawasaki Frontale           | 133        | 11         |                 | 21              | 0               |                    | 16                 | 1                  |             | 2           | 0           | 172    | 12     |
| Totale carriera                    | Totale carriera                    | Totale carriera                    | 234        | 14         |                 | 41              | 1               |                    | 16                 | 1                  |             | 2           | 0           | 293    | 16     |

### Cronologia presenze e reti in nazionale
| Cronologia completa delle presenze e delle reti in nazionale ― Giappone | Cronologia completa delle presenze e delle reti in nazionale ― Giappone | Cronologia completa delle presenze e delle reti in nazionale ― Giappone | Cronologia completa delle presenze e delle reti in nazionale ― Giappone | Cronologia completa delle presenze e delle reti in nazionale ― Giappone | Cronologia completa delle presenze e delle reti in nazionale ― Giappone | Cronologia completa delle presenze e delle reti in nazionale ― Giappone | Cronologia completa delle presenze e delle reti in nazionale ― Giappone |
| Data                                                                    | Città                                                                   | In casa                                                                 | Risultato                                                               | Ospiti                                                                  | Competizione                                                            | Reti                                                                    | Note                                                                    |
| ----------------------------------------------------------------------- | ----------------------------------------------------------------------- | ----------------------------------------------------------------------- | ----------------------------------------------------------------------- | ----------------------------------------------------------------------- | ----------------------------------------------------------------------- | ----------------------------------------------------------------------- | ----------------------------------------------------------------------- |
| 25-3-2021                                                               | Yokohama                                                                | Giappone                                                                | 3 – 0                                                                   | Corea del Sud                                                           | Amichevole                                                              | 1                                                                       |                                                                         |
| 7-6-2021                                                                | Suita                                                                   | Giappone                                                                | 4 – 1                                                                   | Tagikistan                                                              | Qual. Mondiali 2022                                                     | -                                                                       |                                                                         |
| 11-6-2021                                                               | Kobe                                                                    | Giappone                                                                | 1 – 0                                                                   | Serbia                                                                  | Amichevole                                                              | -                                                                       | 65’                                                                     |
| 15-6-2021                                                               | Suita                                                                   | Giappone                                                                | 5 – 1                                                                   | Kirghizistan                                                            | Qual. Mondiali 2022                                                     | -                                                                       | 76’                                                                     |
| 11-11-2021                                                              | Hanoi                                                                   | Vietnam                                                                 | 0 – 1                                                                   | Giappone                                                                | Qual. Mondiali 2022                                                     | -                                                                       |                                                                         |
| 16-11-2021                                                              | Mascate                                                                 | Oman                                                                    | 0 – 1                                                                   | Giappone                                                                | Qual. Mondiali 2022                                                     | -                                                                       |                                                                         |
| 24-3-2022                                                               | Sydney                                                                  | Australia                                                               | 0 – 2                                                                   | Giappone                                                                | Qual. Mondiali 2022                                                     | -                                                                       |                                                                         |
| 29-3-2022                                                               | Saitama                                                                 | Giappone                                                                | 1 – 1                                                                   | Vietnam                                                                 | Qual. Mondiali 2022                                                     | -                                                                       |                                                                         |
| 2-6-2022                                                                | Sapporo                                                                 | Giappone                                                                | 4 – 1                                                                   | Paraguay                                                                | Amichevole                                                              | -                                                                       |                                                                         |
| 6-6-2022                                                                | Tokyo                                                                   | Giappone                                                                | 0 – 1                                                                   | Brasile                                                                 | Amichevole                                                              | -                                                                       | 81’                                                                     |
| 10-6-2022                                                               | Kobe                                                                    | Giappone                                                                | 4 – 1                                                                   | Ghana                                                                   | Amichevole                                                              | 1                                                                       | 85’                                                                     |
| 14-6-2022                                                               | Suita                                                                   | Giappone                                                                | 0 – 3                                                                   | Tunisia                                                                 | Amichevole                                                              | -                                                                       | 82’                                                                     |
| 19-7-2022                                                               | Kashima                                                                 | Giappone                                                                | 6 – 0                                                                   | Hong Kong                                                               | Coppa dell'Asia orientale 2022                                          | -                                                                       | 74’                                                                     |
| 27-9-2022                                                               | Düsseldorf                                                              | Giappone                                                                | 0 – 0                                                                   | Ecuador                                                                 | Amichevole                                                              | -                                                                       |                                                                         |
| 17-11-2022                                                              | Dubai                                                                   | Giappone                                                                | 1 – 2                                                                   | Canada                                                                  | Amichevole                                                              | -                                                                       | 46’                                                                     |
| 27-11-2022                                                              | Al Rayyan                                                               | Giappone                                                                | 0 – 1                                                                   | Costa Rica                                                              | Mondiali 2022 - 1º turno                                                | -                                                                       | 44’ 62’                                                                 |
| Totale                                                                  |                                                                         | Presenze                                                                | 16                                                                      |                                                                         | Reti                                                                    | 2                                                                       |                                                                         |

## Palmarès

### Club
- J2 League: 1

Shonan Bellmare: 2017
- Coppa J. League: 1

Shonan Bellmare: 2018
- Campionato giapponese: 2

Kawasaki Frontale: 2020, 2021
- Coppa dell'Imperatore: 2

Kawasaki Frontale: 2020, 2023
- Supercoppa del Giappone: 1

Kawasaki Frontale: 2021
- Campionato MLS: 1

LA Galaxy: 2024

### Nazionale
- Coppa dell'Asia orientale: 1

2022

### Individuale
- Squadra del campionato giapponese: 3

2020, 2021, 2022
- Premio Fair-Play del campionato giapponese: 1

2021